# Латимер, Келли
Келли Латимер (англ. Kelly Latimer; род. 1964, Довер, Делавэр) — американский лётчик-испытатель, пилот и директор по лётным испытаниям компании Virgin Galactic. Пилот в составе экипажа миссии Galactic 02, совершившей второй коммерческий суборбитальный космический полёт на космоплане VSS Unity 10 августа 2023 года. В прошлом — лётчик-испытатель Лётно-исследовательского центра имени Армстронга агентства НАСА и главный лётчик-испытатель самолёта Cosmic Girl — адаптированного Boeing 747-400, предназначенного для запуска ракеты LauncherOne компании Virgin Orbit. Подполковник Военно-воздушных сил США в отставке.

## Биография
Родилась в 1964 году на авиабазе «Довер» в городе Довер в штате Делавэр.
В 1987 году получила степень бакалавра в области астронавтики в Академии ВВС США. Получила степень магистра в области астронавтики в Университете Джорджа Вашингтона в Вашингтоне. Во время учёбы в аспирантуре Университета Джорджа Вашингтона проводила исследования в Исследовательском центре Лэнгли агентства НАСА в Хамптоне в штате Виргиния.
В 1990 году прошла обучение на пилота на авиабазе «Риз» (Reese Air Force Base) в городе Лаббок в штате Техас. До 1993 года была пилотом-инстуктором, обучала полётам на T-38 на авиабазе «Риз». Затем была назначена командиром транспортного самолёта Lockheed C-141 Starlifter на авиабазе «Маккорд» в городе Такома в штате Вашингтон, где служила до 1996 года.
В 1996 году окончила школу лётчиков-испытателей (U.S. Air Force Test Pilot School) на авиабазе «Эдвардс» в штате Калифорния. До 2000 года была лётчиком-испытателем на авиабазе «Эдвардс», летала на C-17 и C-141. Затем стала начальником отдела производительности и пилотом-инструктором, обучала полётам на Т-38 в школе лётчиков-испытателей.
После террористических актов 11 сентября 2001 года, в 2002 году вернулась на авиабазу «Маккорд» командиром самолёта C-17 и оперативным офицером 62-го эскадрона оперативной поддержки (62nd OSS).
В 2004 году вернулась на авиабазу «Эдвардс» командиром 418-й лётно-испытательной эскадрильи (418th FTS) и директором Global Reach Combined Test Force. Затем отправилась в Ирак в качестве советника вновь созданных Военно-воздушных сил Ирака.
Летала на C-17 ВВС США во время исследования НАСА 2005 года по снижению шума самолётов на авиабазе «Эдвардс» в штате Калифорния. 
Служила в Военно-воздушных силах США более 20 лет, совершила более 90 боевых вылетов. В последние годы службы на авиабазе «Эдвардс» служила инструктором, обучала полётам на Т-38 в школе лётчиков-испытателей. Уволилась со службы в 2007 году в звании подполковника.
С марта по ноябрь 2007 года была лётчиком-испытателем Лётно-исследовательского центра имени Драйдена (ныне имени Армстронга) агентства НАСА на авиабазе «Эдвардс» в штате Калифорния. Стала первой женщиной-испытателем Центра имени Драйдена. Летала на самолётах T-38, T-34, C-17, Boeing 747SCA для транспортировки «шаттлов», а также Boeing 747SP, с борта которого работает Стратосферная обсерватория ИК-астрономии (SOFIA). Также управляла БПЛА Ikhana (Predator B), летала на Gulfstream III.
После работы в НАСА, работала в компании Boeing, где участвовала в нескольких программах. Испытывала заправщики Boeing KC-46 (767-2C), Boeing KC-767, противолодочного самолёта Boeing P-8 Poseidon, пассажирских самолётов Boeing 737 и Boeing 787 Dreamliner, была главным лётчиком-испытателем программы Boeing C-17 Globemaster III.
Присоединилась к компании Virgin Galactic в 2015 году в качестве первой женщины на должности лётчика-испытателя. В 2022 году повышена до директора по лётным испытаниям. Летает на White Knight Two, является ведущим пилотом-испытателем самолёта Cosmic Girl — адаптированного Boeing 747-400, предназначенного для запуска ракеты LauncherOne. Являлась пилотом в составе экипажа миссии Galactic 02, совершившей второй коммерческий суборбитальный полёт 10 августа 2023 года. В состав экипажа также входят главный инструктор астронавтов компании Бет Мозес и командир Фредерик «Си Джей» Стеркоу.
За свою карьеру она налетала более 7000 часов и более 1000 часов испытательных полетов на более чем 40 самолетах. Она сертифицирована по типу тяжелых самолетов и истребителей, включая Boeing 737, Boeing 757, Boeing 767, Boeing 787 Dreamliner, Northrop T-38 Talon и Northrop F-5.